# Conservatório Nacional Superior de Música e Dança de Paris
O Conservatório Nacional Superior de Música e Dança de Paris (em francês: Conservatoire National Supérieur de Musique et de Danse de Paris) é um conservatório de música localizado em Paris, França. Foi fundado em 3 de agosto de 1795 pela Convenção.
Tornou-se modelo de instituição de ensino musical, tendo sua estrutura reproduzida por todo o lado durante o século XIX.
No início do século XX alguns brasileiros destacaram-se como alunos da instituição: Antonieta Rudge, Dilson Florêncio, Guiomar Novaes, Magdalena Tagliaferro, Souza Lima, Maria Antônia de Castro.Onde um grande compositor portugues deu aulas e estudou(Emmanuel Nunes)